# Görbe-patak (Börzsöny)
A Görbe-patak a Börzsönyben ered, Diósjenő településtől északra ered, Nógrád vármegyében, mintegy 380 méteres tengerszint feletti magasságban. A patak forrásától kezdve keleti, majd délkeleti irányban halad, majd Diósjenő északi részénél éri el a Fekete-patakot.

## Part menti település
- Diósjenő